# أنطون ماريك
أنطون ماريك (9 فبراير 1913 بفيينا في النمسا - 6 فبراير 1963) (بالفرنسية: Anton Marek)‏ هو مدرب كرة قدم ولاعب كرة قدم فرنسي في مركز الهجوم. لعب مع أدميرا فاكر مودلينغ ونادي تولوز ونادي لانس ونادي تولوز (نادي كرة قدم) وClub Français ‏.

## وصلات خارجية
- أنطون ماريك على موقع قاعدة بيانات كرة القدم.إي يو (الإنجليزية)